# (6886) Grote
(6886) Grote (czyt. /dʒroʊt/) – planetoida z pasa głównego asteroid okrążająca Słońce w ciągu 4,11 lat w średniej odległości 2,57 j.a. Odkryta 11 lutego 1942 roku przez fińską astronomkę Liisi Otermę w Turku w Finlandii.
Planetoida została nazwana na cześć amerykańskiego radioastronoma Grote’a Rebera (ur. 1911, zm. 2002), jednego z pionierów swojej specjalności. Wcześniej nosiła tymczasowe oznaczenie 1942 CG.